# Shing-Tung Yau
Shing-Tung Yau (Chinees: 丘成桐 pinyang: Qiū Chéngtóng; Shantou, Guangdong, 4 april 1949) is een Chinees-Amerikaanse wiskundige die gespecialiseerd is in de differentiaalmeetkunde. Hij werd geboren in een familie van geleerden die afkomstig is uit Jiaoling in de provincie Guangdong.
Yau heeft invloed uitgeoefend op zowel natuurkunde als de wiskunde. Calabi-Yau-variëteiten behoren tot het 'standaardgereedschap' voor de hedendaagse snaartheoretici. Yau is actief op het raakvlak tussen de meetkunde en de theoretische natuurkunde. Zijn bewijs van de positieve energiestelling in de algemene relativiteitstheorie liet zestig jaar na haar ontdekking zien, dat Einsteins algemene relativiteitstheorie consistent en stabiel is. Zijn bewijs van het vermoeden van Calabi heeft het natuurkundigen mogelijk gemaakt - door gebruik te maken van de Calabi-Yau-compactificatie - aan te tonen dat de snaartheorie een levensvatbare kandidaat is voor een geunificeerde theorie van de natuur.

## Prijzen
Yau heeft verschillende prijzen gekregen waaronder:
- 1979 - California Scientist of the Year.
- 1981 - Oswald Veblen-prijs
- 1981 - John J. Carty Award
- 1982 - Fields Medal,
- 1991 - Humboldt Research Award van de  Alexander von Humboldt Foundation, Duitsland.
- 1994 - Crafoordprijs
- 1997 - United States National Medal of Science
- 2003 - China International Scientific and Technological Cooperation Award
- 2010 -  Wolf Prijs voor de Wiskunde

1. ↑  http://www.ams.org/notices/201006/rtx100600748p.pdf.
2. ↑  https://www.crafoordprize.se/news/the-royal-swedish-academy-of-sciences-awards-the-1994-crafoord-prize-to-differential-geometry/.
3. ↑  http://www.ams.org/fellows_by_year.cgi?year=2013; geraadpleegd op: 24 november 2022.
4. ↑  http://www.ams.org/news?news_id=1680; geraadpleegd op: 24 november 2022.
5. ↑  http://www.moe.gov.cn/s78/A22/xwb_left/moe_829/tnull_44386.html; geraadpleegd op: 11 april 2019; uitgeverij: Ministry of Education of the People's Republic of China; taal van werk of naam: Chinese talen.
6. ↑  http://www.nasonline.org/programs/awards/john-j-carty-award.html.
7. ↑  https://www.shawprize.org/prizes-and-laureates/mathematical-sciences/2023/press-release.
8. ↑  https://www.carnegie.org/awards/great-immigrants/2009-great-immigrants/.